# Junkers Ju 488
Junkers Ju 488 là một mẫu thử máy bay ném bom chiến lược hạng nặng của Đức Quốc xã, được thiết kế chế tạo thử nghiệm trong Thế chiến thứ hai.

## Tính năng kỹ chiến thuật (Ju 488A)
Dữ liệu lấy từ War Planes of the Second World War:Volume Ten Bombers and Reconnaissance Aircraft
Đặc điểm tổng quát
- Kíp lái: 3
- Chiều dài: 23,25 m (76 ft 3 in)
- Sải cánh: 31,29 m (102 ft 7¾ in)
- Chiều cao: 6,10 m (20 ft 0 in)
- Diện tích cánh: 88 m² (947,22 ft²)
- Trọng lượng rỗng: 21.000 kg (46.297 lb)
- Trọng lượng cất cánh tối đa: 36.000 kg (79.366 lb)
- Động cơ: 4 × Junkers Jumo 222A-3/B-3, 1.864 kW (2.500 hp)  mỗi chiếc

 Hiệu suất bay 
- Vận tốc cực đại: 690 km/h (373 knot, 429 mph) trên độ cao 7.200 m (23.620 ft)
- Vận tốc hành trình: 487 km/h (263 knot, 303 mph)
- Tầm bay: 3.395 km (1.835 hải lý, 2.110 dặm)
- Trần bay: 11.350 m (37.240 ft)
- Vận tốc lên cao: 551 m/phút (1.810 ft/phút)

Trang bị vũ khí

- Súng: 2 × Pháo MG 151 20 mm và 2 × súng máy MG 131 13 mm (.51 in)
- Bom: Lên tới 5.000 kg (11.023 lb)